# Richard Thurnwald
Richard Thurnwald (Viena, 18 de setembro de 1869 – Berlim, 19 de janeiro de 1954) foi um antropólogo e sociólogo austríaco.
Fundador da Revista de Psicologia e Sociologia dos Povos, seus estudos seguem a escola funcionalista. Destacou-se na área dos estudos comparativos das instituições sociais.

## Obras
- Negros e brancos no leste da África, 1935
- Estrutura e sentido da etnologia, 1948